# NHK Trophy de 1991
NHK Trophy de 1991 foi a décima segunda edição do NHK Trophy, um evento anual de patinação artística no gelo organizado pela Federação Japonesa de Patinação (em japonês:  日本スケート連盟). A competição foi disputada na cidade de Hiroshima, Japão.

## Eventos
- Individual masculino
- Individual feminino
- Duplas
- Dança no gelo

## Medalhistas
| Evento                        | Ouro                                               | Prata                                             | Bronze                                            |
| Individual masculino detalhes | Grzegorz Filipowski · Polônia                      | Viacheslav Zagorodniuk · União Soviética          | Alexei Urmanov · União Soviética                  |
| Individual feminino detalhes  | Midori Ito · Japão                                 | Surya Bonaly · França                             | Chen Lu · China                                   |
| Duplas detalhes               | Evgenia Shishkova · Vadim Naumov · União Soviética | Radka Kovaříková · René Novotný · Tchecoslováquia | Marina Eltsova · Andrei Bushkov · União Soviética |
| Dança no gelo detalhes        | Maya Usova · Alexander Zhulin · União Soviética    | Oksana Grishuk · Evgeni Platov · União Soviética  | Stefania Calegari · Pasquale Camerlengo · Itália  |

## Resultados

### Individual masculino
| Pos.              | Nome                   | Nacionalidade   | Pontos | PC | PL |
| ----------------- | ---------------------- | --------------- | ------ | -- | -- |
| Medalha de ouro   | Grzegorz Filipowski    | Polônia         | 2.5    | 1  | 2  |
| Medalha de prata  | Viacheslav Zagorodniuk | União Soviética | 3.0    | 4  | 1  |
| Medalha de bronze | Alexei Urmanov         | União Soviética | 4.0    | 2  | 3  |
| 4                 | Masakazu Kagiyama      | Japão           | 5.5    | 3  | 4  |
| 5                 | David Liu              | Taipé Chinesa   | 8.0    | 6  | 5  |
| 6                 | Patrick Brault         | Canadá          | 8.5    | 5  | 6  |
| 7                 | Ralph Burghart         | Áustria         | 12.0   | 8  | 8  |
| 8                 | Craig Heath            | Estados Unidos  | 13.0   | 12 | 7  |
| 9                 | Oula Jääskeläinen      | Finlândia       | 14.0   | 10 | 9  |
| 10                | Camerron Medhurst      | Austrália       | 14.5   | 9  | 10 |
| 11                | Shubin Zhang           | China           | 15.5   | 7  | 12 |
| 12                | Erik Larson            | Estados Unidos  | 18.0   | 14 | 11 |
| 13                | Péter Kovács           | Hungria         | 19.5   | 13 | 13 |
| WD                | Peter Johansson        | Suécia          | —      | 11 | WD |

### Individual feminino
| Pos.              | Nome               | Nacionalidade   | Pontos | PC | PL |
| ----------------- | ------------------ | --------------- | ------ | -- | -- |
| Medalha de ouro   | Midori Ito         | Japão           | 1.5    | 1  | 1  |
| Medalha de prata  | Surya Bonaly       | França          | 3.0    | 2  | 2  |
| Medalha de bronze | Chen Lu            | China           | 4.5    | 3  | 3  |
| 4                 | Karen Preston      | Canadá          | 6.0    | 4  | 4  |
| 5                 | Junko Yaginuma     | Japão           | 8.0    | 6  | 5  |
| 6                 | Yulia Vorobieva    | União Soviética | 8.5    | 5  | 6  |
| 7                 | Mari Asanuma       | Japão           | 11.0   | 8  | 7  |
| 8                 | Tonia Kwiatkowski  | Estados Unidos  | 11.5   | 7  | 8  |
| 9                 | Annie St. Hilaire  | Canadá          | 13.5   | 9  | 9  |
| 10                | Anisette Torp-Lind | Dinamarca       | 15.5   | 11 | 10 |
| 11                | Tatiana Rachkova   | União Soviética | 16.0   | 10 | 11 |
| 12                | Lee Eun Hee        | Coreia do Sul   | 18.0   | 12 | 12 |

### Duplas
| Pos.              | Nome                               | Nacionalidade   | Pontos | PC | PL |
| ----------------- | ---------------------------------- | --------------- | ------ | -- | -- |
| Medalha de ouro   | Evgenia Shishkova / Vadim Naumov   | União Soviética | 2.5    | 3  | 1  |
| Medalha de prata  | Radka Kovaříková / René Novotný    | Tchecoslováquia | 3.0    | 2  | 2  |
| Medalha de bronze | Marina Eltsova / Andrei Bushkov    | União Soviética | 3.5    | 1  | 3  |
| 4                 | Jenni Meno / Scott Wendland        | Estados Unidos  | 6.0    | 4  | 4  |
| 5                 | Christine Hough / Doug Ladret      | Canadá          | 7.5    | 5  | 5  |
| 6                 | Michelle Menzies / Kevin Wheeler   | Canadá          | 9.0    | 6  | 6  |
| 7                 | Rena Inoue / Tomoaki Koyama        | Japão           | 10.5   | 7  | 7  |
| 8                 | Susan Ann Purdy / Scott Chiamulera | Estados Unidos  | 12.5   | 9  | 8  |
| 9                 | Danielle Carr / Stephen Carr       | Austrália       | 13.0   | 8  | 9  |
| 10                | Kathryn Pritchard / Jason Briggs   | Reino Unido     | 15.0   | 10 | 10 |
| 11                | Meiyu Chi / Wei Li                 | China           | 16.5   | 11 | 11 |

### Dança no gelo
| Pos.              | Nome                                    | Nacionalidade   | Pontos | DC | DO | C+O | DL |
| ----------------- | --------------------------------------- | --------------- | ------ | -- | -- | --- | -- |
| Medalha de ouro   | Maya Usova / Alexander Zhulin           | União Soviética | 2.0    | 1  | 1  | 1   | 1  |
| Medalha de prata  | Oksana Grishuk / Evgeni Platov          | União Soviética | 4.0    | 2  | 2  | 2   | 2  |
| Medalha de bronze | Stefania Calegari / Pasquale Camerlengo | Itália          | 6.0    | 3  | 3  | 3   | 3  |
| 4                 | Kateřina Mrázová / Martin Šimeček       | Tchecoslováquia | 8.0    | 4  | 4  | 4   | 4  |
| 5                 | Michelle McDonald / Martin Smith        | Canadá          | 11.0   | 6  | 6  | 6   | 5  |
| 6                 | Sophie Moniotte / Pascal Lavanchy       | França          | 11.0   | 5  | 5  | 5   | 6  |
| 7                 | Jeanne Miley / Michael Verlich          | Estados Unidos  | 14.0   | 7  | 7  | 7   | 7  |
| 8                 | Regina Woodward / Csaba Szentpetery     | Hungria         | 16.0   | 8  | 8  | 8   | 8  |
| 9                 | Elizabeth McLean / Ron Kravette         | Estados Unidos  | 18.0   | 9  | 9  | 9   | 9  |
| 10                | Kaoru Ktakino / Kenji Takino            | Japão           | 20.0   | 10 | 10 | 10  | 10 |
| 11                | Ayako Higashino / Tatsuro Matsumura     | Japão           | 22.0   | 11 | 11 | 11  | 11 |
| 12                | Bing Han / Hui Yang                     | China           | 24.0   | 12 | 12 | 12  | 12 |
| 13                | Yun Hee Park / Jong Hyun Ryu            | Coreia do Sul   | 26.0   | 13 | 13 | 13  | 13 |

## Quadro de medalhas
| Ordem | País            | Medalha de ouro | Medalha de prata | Medalha de bronze |    | Ordem por total |
| ----- | --------------- | --------------- | ---------------- | ----------------- | -- | --------------- |
| 1     | União Soviética | 2               | 2                | 2                 | 6  | 1               |
| 2     | Japão           | 1               |                  |                   | 1  | 2               |
| 2     | Polônia         | 1               |                  |                   | 1  | 2               |
| 4     | França          |                 | 1                |                   | 1  | 2               |
| 4     | Tchecoslováquia |                 | 1                |                   | 1  | 2               |
| 6     | China           |                 |                  | 1                 | 1  | 2               |
| 6     | Itália          |                 |                  | 1                 | 1  | 2               |
| TOTAL | TOTAL           | 4               | 4                | 4                 | 12 | —               |